# Терентий Лунийский
Терентий (VI век) — святой епископ лунийский. День памяти — 15 июля.
Святой Терентий (итал. Terenzio) был, вероятно, шестым епископом Луни. По преданию он был шотландцем, убит мародерами в Авенца, откуда его тело чудесным образом попало в место, именуемое San Terenzo ai Monti. Там в период между 728 и 729 по обету (vir devotus) Трасуальдом (Trasuald), лонгобардом, был воздвигнут храм.
Имеется мнение, что на самом деле этот рассказ путает между собой друг друга св. Терентия и св. Кессарда, убитого викингами Гастинга много лет спустя. Св. Терентий вероятнее всего пострадал за то, что пытался обратить множество лонгобардов-ариан, проживавших в краю луниджанском. Именно там в конце VII века и в начале следующего возникло его почитание. Это проявилось в распространении посвященных ему храмов и церквей в районе Гарфаньяны.
Согласно сведениям тамошней епархии, св. Терентий был родом из Луни. Его имя упоминается в послании папы Пелагия I, адресованном епископам тосканским.

## Почитание
Вероятно в IX веке, тело св. Терентия было перенесено из церкви в Авенцо в уже упомянутую церковь в Сан Теренцио Монти (San Terenzo ai Monti), чтобы сохранить его от набегов и от осквернения мусульманами. По той же причине его мощи позднее были перенесены в Реджо-Эмилия после того, как они были обнаружены в 1673 году во время работ по реконструкции церкви, сильно поврежденной землетрясением.
Сегодня его мощи покоятся в серебряной витрине в главном алтаре церкви San Terenzo ai Monti, построенной в Фивиццано в 1852 году Микеле Бертоли и его сын Теофилом.